# Kamimuria klapaleki
Kamimuria klapaleki és una espècie d'insecte pertanyent a la família dels pèrlids.

## Descripció
- El mascle fa entre 21 i 27 mm d'envergadura alar.
- És de color marró groguenc.[4]

## Distribució geogràfica
Es troba a Àsia: la Xina.